# Carlos Gamarra
Carlos Alberto Gamarra Pavón (Capiatá, 17 de febrero de 1971) es un exfutbolista paraguayo que se desempeñaba en la demarcación de defensa. Fue capitán de la selección de fútbol de Paraguay durante el período comprendido entre 1995 y 2006. Bajo su liderazgo, el equipo logró clasificar y participar en tres Copas Mundiales de la FIFA: la de 1998, 2002 y 2006. Hasta la fecha, se ubica como el segundo futbolista con mayor cantidad de partidos jugados en la historia de la selección, con 110 apariciones. Además, obtuvo la medalla de plata en los Juegos Olímpicos de 2004.
Gamarra es el futbolista paraguayo que ha recibido el premio Bola de Prata del Brasileirão en más ocasiones, acumulando un total de 4 galardones, siguiéndolo en la lista Francisco Arce con 3, y Gustavo Gómez y Junior Alonso con 2 cada uno. Estos dos últimos continúan en activo.
En 1998, Gamarra fue seleccionado como el Segundo Mejor Futbolista del Año en Sudamérica, según la elección realizada por el periódico uruguayo El País. El primer lugar en esa edición fue ocupado por el argentino, Martín Palermo.
Formó parte del Equipo Ideal de América en cinco ocasiones: 1995, 1996, 1998, 2000 y 2005.
Durante su tiempo en el Inter de Milán de Italia, Gamarra contribuyó a la obtención de un total de 7 títulos nacionales.

## Trayectoria
Gamarra comenzó su carrera deportiva en el Club 30 de Agosto FC de la Liga Capiateña de Fútbol. Posteriormente, continuó su carrera en las divisiones inferiores del Club Cerro Porteño de su país en 1991 con el que ganó el campeonato nacional de Paraguay en 1992. Fichó por el Club Atlético Independiente de Argentina en la temporada 1992-1993, pero estuvo poco tiempo hasta que volvió a Cerro Porteño para permanecer en el club hasta 1995.
En 1995, Gamarra entró a formar parte del S. C. Internacional de Brasil, donde su renombre aumentó. Como consecuencia de su alto nivel mostrado en el equipo gaúcho, como también en el seleccionado nacional fue distinguido como Futbolista Paraguayo del Año en 1997 (primera edición del premio) y de nueva cuenta en 1998, ambos galardones otorgados por el periódico paraguayo ABC Color. Más tarde fichó por el SL Benfica portugueś en la temporada 1997-98, antes de volver a Brasil, esta vez al SC Corinthians.
Tras acabar la temporada 1999 con el Corinthians brasileño, se fue a la liga española para fichar por el Atlético de Madrid. El Atlético de Madrid descendió en 2000, y Gamarra volvió brevemente a Brasil, esta vez para jugar en el CR Flamengo. La temporada 2001-02 tuvo más éxito para Gamarra, jugando en el AEK Atenas en Grecia, disputando 24 partidos de liga y ganando la copa griega.
Tras la Copa Mundial de Fútbol de 2002, fichó por el Inter de Milán de la Serie A de Italia para jugar la temporada 2002-03. Este fue, sin lugar a dudas, el equipo más importante en el que jugaría Gamarra. En la pretemporada marcó el gol que daría la victoria a su equipo ante el AS Roma en la Copa Pirelli. El Inter de Milán acabó la temporada como subcampeón de la liga y Gamarra disputó 14 partidos. Su siguiente temporada en el club tuvo menos éxito y el Inter de Milán acabó cuarto en la liga, jugando Gamarra 10 partidos. Permaneció en el club milanés en la temporada 2004-05, pero después fichó por el Palmeiras de Brasil en julio de 2005.

## Selección nacional

### Absoluta
Su debut internacional se materializó el 3 de marzo de 1993 frente a la selección boliviana, en un encuentro en el que Paraguay ganó por 1-0.
Gamarra consolidó su presencia en el escenario futbolístico internacional durante la Copa Mundial de la FIFA 1998, en la que Paraguay avanzó a la segunda ronda antes de ser eliminado por el equipo campeón, Francia. Gamarra participó en los cuatro partidos de su selección, destacando por su impecable desempeño defensivo al no cometer una sola falta en ningún encuentro. La FIFA lo reconoció como parte del All-Star Team (Equipo de las Estrellas) de la Copa Mundial de Fútbol 1998.
En la Copa Mundial de la FIFA 2002, Paraguay alcanzó nuevamente la segunda ronda, y jugó todos los minutos disponibles en representación de su país, manteniendo su historial de no cometer faltas.
Gamarra ostentó la capitanía del equipo paraguayo en el torneo de fútbol de los Juegos Olímpicos de Atenas 2004, logrando la medalla de plata tras perder 1-0 en la final contra Argentina.
Como capitán, lideró al equipo paraguayo en la Copa Mundial de la FIFA 2006 en Alemania, aunque la selección quedó eliminada en la fase de grupos. En el primer partido del grupo contra Inglaterra, Gamarra anota un autogol, que resultó ser el segundo autogol más rápido en la historia de los mundiales.
Su última aparición con la selección tuvo lugar el 7 de octubre de 2006 en un amistoso frente a Australia, en Brisbane, Australia.

### Goles en la selección
| Goles con la Selección de Paraguay | Goles con la Selección de Paraguay | Goles con la Selección de Paraguay | Goles con la Selección de Paraguay | Goles con la Selección de Paraguay | Goles con la Selección de Paraguay | Goles con la Selección de Paraguay | Goles con la Selección de Paraguay |
| Resultados                         | Resultados                         | Resultados                         | Resultados                         | Lugar                              | Fecha                              | Tipo                               | Goles                              |
| ---------------------------------- | ---------------------------------- | ---------------------------------- | ---------------------------------- | ---------------------------------- | ---------------------------------- | ---------------------------------- | ---------------------------------- |
| Paraguay                           | 3                                  | 2                                  | Venezuela                          | Maldonado                          | 12 de julio de 1995                | Copa América 1995                  | 1 gol                              |
| Paraguay                           | 3                                  | 0                                  | Bosnia y Herzegovina               | Asunción                           | 21 de abril de 1996                | Amistoso                           | 1 gol                              |
| Paraguay                           | 2                                  | 1                                  | Chile                              | Asunción                           | 9 de octubre de 1996               | Eliminatorias Sudamericanas 1998   | 1 gol                              |
| Paraguay                           | 2                                  | 0                                  | Armenia                            | Asunción                           | 6 de enero de 1997                 | Amistoso                           | 1 gol                              |
| Paraguay                           | 2                                  | 1                                  | Bolivia                            | Asunción                           | 10 de septiembre de 1997           | Eliminatorias Sudamericanas 1998   | 1 gol                              |
| Paraguay                           | 1                                  | 1                                  | Nigeria                            | Londres                            | 26 de marzo de 2002                | Amistoso                           | 1 gol                              |
| Paraguay                           | 2                                  | 1                                  | Panamá                             | Panamá                             | 20 de agosto de 2003               | Amistoso                           | 1 gol                              |
| Paraguay                           | 1                                  | 4                                  | Perú                               | Lima                               | 6 de septiembre de 2003            | Eliminatorias Sudamericanas 2006   | 1 gol                              |
| Paraguay                           | 1                                  | 3                                  | Uruguay                            | Tacna                              | 18 de julio de 2004                | Copa América 2004                  | 1 gol                              |
| Paraguay                           | 1                                  | 0                                  | Venezuela                          | Asunción                           | 5 de septiembre de 2004            | Eliminatorias Sudamericanas 2006   | 1 gol                              |
| Paraguay                           | 4                                  | 1                                  | Bolivia                            | Asunción                           | 8 de junio de 2005                 | Eliminatorias Sudamericanas 2006   | 1 gol                              |
| Paraguay                           | 2                                  | 2                                  | Noruega                            | Oslo                               | 24 de mayo de 2006                 | Amistoso                           | 1 gol                              |

Para un total de 12 goles.

### Participaciones en Copas del Mundo
| Mundial                        | Sede                  | Resultado        |
| ------------------------------ | --------------------- | ---------------- |
| Copa Mundial de Fútbol de 1998 | Francia               | Octavos de final |
| Copa Mundial de Fútbol de 2002 | Corea del Sur / Japón | Octavos de final |
| Copa Mundial de Fútbol de 2006 | Alemania              | Primera fase     |

### Participaciones en Juegos Olímpicos
| Juegos Olímpicos                   | Sede   | Resultado        |
| ---------------------------------- | ------ | ---------------- |
| Juegos Olímpicos de Barcelona 1992 | España | Cuartos de final |
| Juegos Olímpicos de Atenas 2004    | Grecia | Medalla de Plata |

## Clubes
| Club               | País      | Año       |
| ------------------ | --------- | --------- |
| Cerro Porteño      | Paraguay  | 1991-1992 |
| Independiente      | Argentina | 1992-1993 |
| Cerro Porteño      | Paraguay  | 1993-1995 |
| Internacional      | Brasil    | 1996-1997 |
| SL Benfica         | Portugal  | 1997-1998 |
| Corinthians        | Brasil    | 1998-1999 |
| Atlético de Madrid | España    | 2000      |
| Flamengo           | Brasil    | 2000-2001 |
| AEK Atenas         | Grecia    | 2001-2002 |
| Inter de Milán     | Italia    | 2002-2005 |
| Palmeiras          | Brasil    | 2005-2006 |
| Olimpia            | Paraguay  | 2006-2007 |

## Palmarés

### Torneos regionales
| Título              | Club          | Región             | Año  |
| ------------------- | ------------- | ------------------ | ---- |
| Campeonato Gaúcho   | Internacional | Río Grande del Sur | 1997 |
| Campeonato Paulista | Corinthians   | San Pablo          | 1999 |
| Campeonato Carioca  | Flamengo      | Río de Janeiro     | 2001 |

### Torneos nacionales
| Título               | Club           | País     | Año  |
| -------------------- | -------------- | -------- | ---- |
| Torneo República     | Cerro Porteño  | Paraguay | 1991 |
| Primera División     | Cerro Porteño  | Paraguay | 1994 |
| Torneo República     | Cerro Porteño  | Paraguay | 1995 |
| Campeonato Brasileño | Corinthians    | Brasil   | 1998 |
| Copa dos Campeões    | Flamengo       | Brasil   | 2001 |
| Copa de Grecia       | AEK Atenas     | Grecia   | 2002 |
| Copa Italia          | Inter de Milán | Italia   | 2005 |

## Distinciones individuales
| Distinción                                            | Año                          |
| ----------------------------------------------------- | ---------------------------- |
| Bola de Prata                                         | 1995, 1996, 1998, 2005       |
| Equipo Ideal de América                               | 1995, 1997, 1998, 2000, 2005 |
| Futbolista Paraguayo del Año                          | 1997, 1998                   |
| Equipo de las Estrellas de la Copa Mundial de la FIFA | 1998                         |
| Segundo Mejor Futbolista del Año en Sudamérica        | 1998                         |